# Alma Beltran
Alma Beltran (Sonora, México, 22 de agosto de 1919-Northridge, California, 9 de junio de 2007) fue una actriz mexicana-estadounidense de cine, televisión, y teatro. Apareció en 82 películas entre 1945 y 2002. Fue bien conocida, para los espectadores de televisión estadounidenses, como Mrs. Fuentes, la madre de Julio Fuentes, en la serie de la NBC-TV Sanford and Son.

## Vida y carrera
En 1945, Beltran comenzó su carrera cinematográfica, en Hollywood, en el papel de Miss Guatemala, acreditada en la película Pan-Americana. Y desde 1945 a 2002, además de sus papeles cinematográficos, Beltrán interpretó más de 80 papeles en teatro y televisión, a menudo en papeles más pequeños, siempre como una mujer mexicana, y más tarde en su carrera, con tipos matriarcales de la familia o de señoritas. Entre esos papeles, aparece como invitada incluida en series populares de televisión como El F.B.I., Bonanza, Lou Grant , El Auto Fantástico, The A-Team, y The Jeffersons. En la pantalla grande, en películas, apareció en Jubilee Trail, El Maratón de la Muerte, Oh, God! Book II, y más recientemente en Ghost (1990) qué coprotagonizó con Demi Moore, Patrick Swayze, y Whoopi Goldberg, y en la película de comedia, de 2002 Buying the Cow. Como un miembro más del grupo de artistas mexicanos, en Los Ángeles, ha participado en festivales de música: como la Fiesta de la Raza.

## Deceso
En 2007, Beltran falleció en Northridge, California.

## Filmografía
| Créditos cinematográficos | Créditos cinematográficos | Créditos cinematográficos                       | Créditos cinematográficos       |
| Año                       | Título                    | Rol                                             | Notas                           |
| ------------------------- | ------------------------- | ----------------------------------------------- | ------------------------------- |
| 1945                      | Pan-Americana             | Miss Guatelmala                                 | Rol no acreditado               |
| 1945                      | Mexicana                  | Mujer moderna                                   |                                 |
| 1945                      | Yolanda and the Thief     | Maid                                            | Rol no acreditado               |
| 1947                      | Honeymoon                 | Como mucama                                     | Rol no acreditado               |
| 1947                      | Carnival In Costa Rica    | Papel secundario                                | Rol no acreditado               |
| 1947                      | The Loves of Carmen       | Vendedora de baratijas                          | Rol no acreditado               |
| 1948                      | He Walked by Night        | Srta. Montvalo (propietaria de tienda de licor) | Rol no acreditado               |
| 1953                      | Sombrero                  | como invitada a la fiesta                       | Rol no acreditado               |
| 1953                      | Gun Fury                  | como segunda Srta. mexicana                     | Rol no acreditado               |
| 1954                      | Jubilee Trail             | como doméstica                                  | Rol no acreditado               |
| 1955:                     | The Sea Chase             | Cosmetóloga                                     | Rol no acreditado               |
| 1956                      | The Bottom of the Bottle  | Anfitriona de cantina                           | Rol no acreditado               |
| 1957                      | Dragoon Wells Massacre    | Esposa del agente de la estación                |                                 |
| 1968                      | Blue                      | Propietaria de cantina                          |                                 |
| 1974                      | The Parallax View         | como Joy Holder                                 |                                 |
| 1976                      | El Maratón de la Muerte   | Lavandera                                       |                                 |
| 1978                      | House Calls               | como Gina                                       |                                 |
| 1980                      | Herbie Goes Bananas       | como la esposa del General                      |                                 |
| 1980                      | Oh, God! Book II          | Rosa, doméstica de Paula                        |                                 |
| 1981                      | Zoot Suit                 | Madre de Lowrider                               |                                 |
| 1985                      | Into the Night            | Mujer de limpieza                               |                                 |
| 1986                      | Nobody's Fool             | como Jennieva                                   |                                 |
| 1987                      | Love Among Thieves        | como Airline Clerk                              |                                 |
| 1989                      | Immediate Family          | Mujer hispana                                   |                                 |
| 1990                      | Ghost, la sombra del amor | Fantasma de una mujer                           |                                 |
| 2002                      | Buying the Cow            | Mujer hispana                                   | Último rol en televisión y cine |